# Eveles Chimala
Eveles Chimala est une sage-femme du Malawi, qui travaille à la maternité de l'hôpital Bwaila de Lilongwe. Elle fait des recherches afin de savoir pourquoi les étapes du partogramme (suivis de la maternité, selon l'Organisation mondiale de la santé) ne sont pas utilisées dans son hôpital, dans un pays où les femmes ont quatre cent cinquante fois plus de risques de mourir en accouchant qu'en Grèce ou en Finlande. En 2015, elle apparaît sur la liste annuelle 100 Women dressée par la BBC,,,,,.
En 2015, étudiante à la Kamazu College of Nursing (KCN),  elle participe à une initiative pour financer du matériel médical à la maternité Gogo Chatinkha de l'hôpital Queen Elizabeth à Blantyre.
Dans le cadre de sa recherche, elle est co-auteur d'un article paru dans l'International Journal of Gynecology & Obstetrics (Volume 132, parution 2, février 2016, Pages 240-243), intitulé « Improvement and retention of emergency obstetrics and neonatal care knowledge and skills in a hospital mentorship program in Lilongwe, Malawi ».